# 鈴木ユキオ
鈴木 ユキオ（すずき ゆきお、1972年5月12日 - ）は、静岡県出身の日本のダンサー・振付家。ダンスカンパニー「金魚」主宰。

## 略歴
1997年アスベスト館（舞踏の創始者故・土方巽の拠点）に入館。 1999年までのすべての作品に参加。
1999年、舞踏グループ「若衆（YAN-SHU）」、大豆鼓ファーム、山海塾の創立メンバーである滑川五郎の作品に参加。同時期にパフォーマンスグループ 「サルヴァニラ（SAL VANILLA）」でもダンサーとして活動を開始。
2000年より自身主宰のダンスカンパニー「金魚（kingyo）」としての活動を開始。ダンスカンパニー活動と平行して室伏鴻率いるKo&Edge Co.にダンサーとして参加し、国内外で活動の幅を広げる。
2008年、トヨタコレオグラフィーアワード2008「次代を担う振付家賞（グランプリ）」受賞。
以降、「ダンストリエンナーレトーキョー」「香港アートフェスティバル」「六本木アートナイト」等の大規模イベントに参加。また、近年では白井剛、中村恩恵の作品にダンサーとして出演。他ジャンルのアーティストとのコラボレーション活動も多く行う。
その他に、2012年、お茶の水女子大学・舞踊教育学コースの非常勤講師としてダンスの指導やバレエダンサー、子供たちへの振付、「スピッツ」や「EGO-WRAPPIN'」等のミュージシャンPV・ファッションブランドMina perhonen（ミナペルホネン）のカタログモデル出演等も行う。
引きちぎれるまでに翻弄される切実な身体・ダンスと、圧倒的な空間美は、国内外から注目を集める。また、舞踏のメソッドを基礎に東京を中心に、定期的にワークショップを実施。身体を丁寧に意識し、自分だけのダンスを見つけ出すプログラムを各地で開催している。

## 受賞歴
- STスポット「ラボアワード」受賞(2003年)
- セッションハウス「LBP」観客投票第一位獲得(2003年)
- 「東京コンペ#1」入選(2004年)
- ガーディアンガーデン演劇フェスティバル公開二次審査会出場(2004年)
- セゾン文化財団「ネクストネクストファイナル公演」参加(2004年)
- トヨタコレオグラフィーアワード2005「オーディエンス賞」受賞(2005年)
- 2005年度セッションハウスレジデンスアーティスト(2005年)
- 京都芸術センター舞台芸術賞ノミネート(2007年)
- トヨタコレオグラフィーアワード2008「次代を担う振付家賞（グランプリ）」受賞(2008年)[3]
- 「週刊オン★ステージ新聞」新人ベスト1振付家(2011年)
- パリ市立劇場「Danse Elargie 2012」にて10組のファイナリストに選出(2012年)[4]

## 活動

### 振付作品
- 『空気の底 身体の色』(2003年)キュレーター：山下残
- 『太陽はまぶしく』(2003年)
- 『やグカやグカ呼嗚』(2004年)
- 『幸福の森の掟』(2004年)
- 『ミルク』(2005年)
- 『dulcinea』(2005年)
- 『犬の静脈に嫉妬せず』(2006年)
- 東京シティ・バレエ団meetsコンテンポラリーダンス『dance one forty plus 2007』(2007年)
- 『沈黙とはかりあえるほどに』(2007年)
- 『また、踊るために』(2007年)
- ダンスコロキウム#9『Slash with your knife』(2007年)
- DANCE×MUSIC『Love vibration』(2008年)音楽共演：辺見康孝
- 『言葉の先』(2008年)
- 『言葉の縁』(2009年)
- 『etude』(2009年)照明：藤本隆行・音楽：内橋和久
- 『HEAR』(2010年)アニメーション：辻直之・音楽：内橋和久
- ダンスコロキウムX『密かな儀式の目撃者』(2011年)
- パフォーマンス・キッズ・トーキョー『JUST KIDS』(2011年)
- 「劇場の発見」クリエイション『LEVEL7 ただちに影響はありません』(2011年)
- 『犬の静脈』(2011年)
- 『オンド・マルトノ・コンサートとコラボレーション・ダンス公演』(2011年)
- 南郷アートプロジェクト「DANCE×JAZZ」(2011年)音楽：大谷能生
- 『揮発性身体論/EVANESCERE・密かな儀式の目撃者』(2012年)
- 『微分の堆積』(2012年)
- 『崩れる頭』(2012年)
- 『ゆるゆる愉快なダンスワークショップ＋30min公演』(2012年)
- 『大人の絵本』(2013年)
- 「六本木アートナイト“公園で公演”」(2013年)
- 『Mob-stars』(2013年)お茶の水女子大学・第40回記念創作舞踊公演＊委嘱作品

### 出演公演
- 白井剛演出作品『blue Lion』(2009年)
- 中野成樹『長短調（または眺（なが）め身近（みぢか）め）』(2010年)
- 「劇場の発見」ダンスディスカッション『オドル／反復 流転 169分』(2011年)企画・山田せつ子
- 『ASLEEP TO THE WORLD』(2013年)振付：中村恩恵、出演：鈴木ユキオ・平原慎太郎、音楽：内橋和久

### 海外での活動
- アニエス・ベーパーティー・オープニングパフォーマンス(1999年)イタリア
- ベネチアビエンナーレ・オープニングパフォーマンス(1999年)イタリア
- Contemporary dance showcase 【Japan+East Asia】NY／Japan Society(2008年)アメリカ
- 「インドネシア・ダンス・フェスティバル」(2008年)インドネシア
- 「香港アートフェスティバル―Asia Dance Platform」　Fringe Theater(2009年)香港
- 「インチョン・インターナショナル・フェスティバル」(2009年)韓国
- 「Fall Kick-Off Extravaganza」(2010年)アメリカ・シアトル
- 「Time-Based Art (TBA) Festival」(2010年)アメリカ・ポートランド
- 「Butoh Festival in CON-SUM」(2011年)ドイツ・デュッセルドルフ
- 「シビウ国際演劇祭」(2011年)ルーマニア
- 「Time-Based Art (TBA) Festival」(2011年)アメリカ・ポートランド
- 「第20回全国舞踊祭」(2011年)韓国・釜山
- 「Boulder Butoh Festival 2011」(2011年)アメリカ・コロラド
- 「Earth Festival 2012」(2012年)イギリス/照明：藤本隆行・音楽：大谷能生
- 「シビウ国際演劇祭」(2012年)ルーマニア/照明：藤本隆行・音楽：大谷能生
- 『etude』Abbaye de NEUMUNSTER(2012年)ルクセンブルク/照明：藤本隆行・音楽：大谷能生
- 「Danse Elargie 2012」(2012年)フランス
- 「55：Music and Dance in concrete」ツアー(2012年)アメリカ/音楽：Wayne Horvitz、映像：斉藤洋平

### モデル
- 「TOKYO COLLECTION」IRREGULAR ALFREDO BANNISTER（2000年）
- Mina perhonen（ミナペルホネン）カタログ「紋黄蝶」（2008年）
- フットウェア×ダンス　with DOLOMITE (2011年)

### PV出演
- EGO-WRAPPIN'（エゴ・ラッピン）「Mother Ship」(2006年)
- スピッツ「ルキンフォー」（2007年）
- DOES「曇天」（2008年）
- plenty「よい朝を、いとしいひと」（2015年）

### 出版物
- zine/リトルブック「言葉の足跡　一」(2013年)

### 映像
- etude
- EVANESCERE ―揮発性身体論Ⅰ部より
- 密かな儀式の目撃者 ―揮発性身体論Ⅱ部より
- 55:Music and dance in the concrete